# Endiandra sericea
Endiandra sericea är en lagerväxtart som beskrevs av André Joseph Guillaume Henri Kostermans. Endiandra sericea ingår i släktet Endiandra och familjen lagerväxter. Inga underarter finns listade i Catalogue of Life.